# Požarnica (Cerkvenica)
Požárnica (tudi Požárski járek) je levi povirni potok Cerkvenice na zahodnem Pohorju. Izvira tik pod Brneškim sedlom in teče proti severu po globoki in večinoma gozdnati grapi med razloženima naseljema Sveti Primož na Pohorju na vzhodni in Šentjanž nad Dravčami na zahodni strani. Tudi niže, kjer se potoku strmec že zmanjša, je dolina še vedno ozka in le tu in tam je ob potoku nekaj naplavne ravnice.
V zgornjem toku je dolina pod gozdom in neposeljena, v spodnjem delu je nekaj domačij v dnu doline. Tudi dolinska pobočja so strma in skoraj v celoti pod gozdom, samotne kmetije so na nekoliko širših slemenih nad dolino. Ime je potok dobil po opuščeni kmetiji Požarnik.
Struga potoka je v povsem naravnem stanju, voda teče večinoma po prodnih nanosih, brežine pa so zaraščene z grmovnim in drevesnim rastjem.
Ob spodnjem toku je v preteklosti delovalo več žag, danes delujeta na potoku dve mali hidroelektrarni.